# Megalestes lieftincki
Megalestes lieftincki är en trollsländeart som beskrevs av Lahiri 1979. Megalestes lieftincki ingår i släktet Megalestes och familjen Synlestidae. IUCN kategoriserar arten globalt som otillräckligt studerad. Inga underarter finns listade i Catalogue of Life.